# Lunds kyrkoprovins
Lunds kyrkoprovins var en katolsk kyrkoprovins under medeltiden, grundad 1103-1104. Kyrkoprovinsen omfattade under tidig medeltid hela Norden inklusive motsvarande dagens Sverige, vars områden tidigare sorterat Hamburgs kyrkoprovins. För Sveriges del tillkom Uppsalas kyrkoprovins 1164 som varade fram till reformationen i Sverige (cirka 1527-1600).
Ärkebiskopen i Lund hade dock formell överhöghet över ärkebiskopen i Uppsala fram till reformationen. Det betydde att Uppsala kyrkoprovins var en del av en större kyrkoprovins, som omfattade både Sverige och Danmark och där ärkebiskopen i Lund formellt var primas över detta område (ungefär som ärkebiskopen i Canterbury har överhöghet över ärkebiskopen i York i den Engelska kyrkan idag såsom "hela Englands primas").
Provinsen benämndes även Dacia[källa behövs].

### Fotnoter
1. ↑  ”Korstågens tid”. Kristendomens historia. Arkiverad från originalet den 14 augusti 2014. https://web.archive.org/web/20140814191039/http://www.alltombibeln.se/kristendomenshistoria/1101.htm. Läst 14 augusti 2014.
2. ↑  Artikel av Dick Harrison i Svenska Dagbladet 9 januari 2013.